# Lost Canyon
Lost Canyon è un film del 1942 diretto da Lesley Selander.
È un western statunitense con William Boyd e Andy Clyde. È una delle produzioni della serie di film western con protagonista il personaggio di Hopalong Cassidy, interpretato da William Boyd e creato dall'autore Clarence E. Mulford nel 1904. È un remake di Rustlers' Valley del 1937.

## Produzione
Il film, diretto da Lesley Selander su una sceneggiatura di Harry O. Hoyt, fu prodotto da Harry Sherman tramite la Harry Sherman Productions. Il brano della colonna sonora Jingle, Jangle, Jingle fu composto da Frank Loesser (parole) e Joseph J. Lilley (musica).

## Distribuzione
Il film fu distribuito negli Stati Uniti dal al cinema dalla United Artists.
Altre distribuzioni:
- negli Stati Uniti il 18 dicembre 1942
- in Svezia il 29 ottobre 1943 (Striden i dödsdalen)
- in Portogallo il 18 settembre 1944 (O Segredo da Montanha)
- in Danimarca il 17 aprile 1958 e il 14 dicembre 1964 (redistribuzione) (Den hemmelige Kløft) (Den sorte rytter)
- in Brasile (Desfiladeiro Perdido)
- in Francia (Le canyon perdu)

## Promozione
Le tagline sono:
- IT'S THE GREAT ACTION PICTURE OF THE YEAR!
- "HOPPY" CRACKS DOWN ON SABOTEURS OF THE SAGE!
- "HOPPY" BUCKS THE REBELS of the RANGE!
- He's rough with rustlers!
- "HOPPY" GETS ROUGH WITH RUSTLERS... in LOST CANYON